# Luciano Maia
Luciano Maia (Limoeiro do Norte, 7 de janeiro de 1949) é advogado e escritor brasileiro.

## Biografia
Nasceu em Limoeiro do Norte, filho de Maria do Carmo Pitombeira Nunes e de Napoleão Nunes Maia. Fez o curso primário no Colégio Diocesano Padre Anchieta, em sua cidade natal, e concluiu o secundário no Colégio São José, em Fortaleza, em 1969.
Formado na Universidade Federal do Ceará, em 1978, preferiu dedicar-se aos estudos lingüísticos e à literatura, tendo publicado dezesseis livros (poesia, ensaio, conto). Mestre em Literatura pela Universidade Federal do Ceará, em 1997, atualmente é professor do curso de Letras e de Comunicação Social da UNIFOR.
Traduziu vários dos principais poetas da Romênia, como Mihai Eminescu, Mihail Sadoveanu, Marin Sorescu e Emil Cioran, além de outras da Suíça, da Itália e da Córsega. O seu livro Jaguaribe - Memória das Águas, já na sexta edição brasileira, está traduzido para o romeno, o espanhol (Argentino) e o inglês (EUA).
Recebeu o Prêmio Osmundo Pontes de Literatura de 2001, modalidade poesia.
Cônsul Honorário da Romênia em Fortaleza, nomeado conforme diploma expedido pelo Ministério das Relações Exteriores da Romênia, datado de 23 de junho de 1997. Em agosto de 2016, foi condecorado com a comenda da Ordem do Mérito Cultural, na categoria Literatura, em apreço aos esforços importantes na tradução e publicação de obras romenas no Brasil
Assim como seus dois irmãos, Napoleão Nunes Maia Filho e Virgílio Maia, é membro da Academia Cearense de Letras, para a qual entrou em 12 de maio de 1999, saudado por Artur Eduardo Benevides. Ocupou a vaga deixada por Florival Seraine, cadeira n.º 23, cujo patrono é Juvenal Galeno.

## Principais obras
- Neruda - Canto memorial (1983)[4]
- Sol de espavento (1984)[5]
- Nau capitânia (1987)
- Almanaque neolatino (1990) [6]
- Jaguaribe - memória das águas (1994)
- Seara (1994)[nota 1]
- As tetas da loba (1995)[7]
- Rostro hermoso (1997)
- O cotidiano dos direitos humanos (1999) - ISBN  978-85-23701-36-9[8]
- Vitral com pássaros (2002) [9]
- Autobiografia lírica (2005) - ISBN 85-75311-86-7[10]
- Claroscuro (2011) - ISBN 978-85-75637-30-2
- Meu amigo rico (2012) - ISBN  978-85-65158-13-8[11]
- Aldea Lonxana (2015) - ISBN 978-85-4200-594-3
- Os Longes (2017) - ISBN 978-85-4200-963-7
- Assembleia dos rios (2020) - ISBN 978-65-5556-024-4
- Dunas (2021) - ISBN 978-65-5556-181-4
- Odisseia do soneto (2021) - ISBN 978-65-5556-256-9
- Sonata dos Sonetos (2023) - ISBN 978-85-7174-081-5
- Sardenha (2023) - ISBN 978-65-5556-656-7